# Avatar Press
La Avatar Press è una casa editrice indipendente di fumetti statunitense fondata nel 1996 da William A. Christensen e con sede a Rantoul, Stati Uniti.
Inizialmente la casa editrice pubblicava solamente miniserie. Tuttavia ha poi iniziato a espandersi nel settore editoriale.  Avatar Press pubblica mensilmente diversi titoli, tra cui Doktor Sleepless e Gravel, entrambi sceneggiati da Warren Ellis.

## Storia
Avatar Press è conosciuta per la pubblicazione di "Bad Girl" fumetto simile a Pandora, che molti considerano il personaggio di punta della casa statunitense. Altri fumetti con "cattive ragazze" protagoniste sono Hellina, Lookers e The Ravening.
La Avatar, per aumentare la sua popolarità oltre le testate "Bad Girl", ha offerto l'opportunità a molti artisti noti, di pubblicare le loro storie seche hanno accettato l'offerta figurano Frank Miller, Warren Ellis, Alan Moore e Garth Ennis.
Ultimamente, la società ha ottenuto la licenza per adattare in fumetti famose serie fantascientifiche e horror del grande e piccolo schermo, come Robocop, Stargate SG-1 e Venerdì 13.

## Titoli pubblicati dalla Avatar Press
I titoli pubblicati dalla Avatar Press si possono dividere in tre gruppi:

### Bad Girl
I più importanti fumetti Bad Girl sono:
- Pandora (personaggio di punta della Avatar)
- Hellina
- Shi di William Tucci
- The Ravening
- Lookers
- Jade Warriors di Mike Deodato
- Avengelyne, Glory e The Coven di Rob Liefeld
- Demonslayer di Marat Mychael
- Webwitch di Tim Veglia
- Lady Death, Belladonna, War Angel, Unholy e Gypsy di Brian Pulido
- Razor di Everette Hartsoe
- Jungle Fantasy Staring

### Adattamenti

#### Altri media
Serie fantascientifiche come:
- Robocop di Frank Miller, basato sui suoi script non utilizzati per i film Robocop 2 e Robocop 3
- Stargate, sia da Stargate SG-1 che da Stargate Atlantis

Serie horror, come ad esempio:
- Venerdì 13
- Nightmare: Dal profondo della notte
- Non aprite quella porta
- La notte dei Morti Viventi di George A. Romero

#### Fumetti
Adattamenti da altri media (e ristampe):
- Alan Moore:
  - Another Suburban Romance
  - Alan Moore's The Courtyard
  - The Courtyard Companion
  - Alan Moore's Glory
  - Alan Moore's Hypothetical Lizard
  - Alan Moore's Magic Words
  - Nightjar
  - A Small Killing
  - Alan Moore's Writing for Comics
  - Alan Moore's Yuggoth Cultures and Other Growths

### Opere originali
Elenco dei fumetti originali pubblicati da Avatar Press:
- Jamie Delano:
  - Narcopolis[1]
- Warren Ellis:
  - Aetheric Mechanics
  - Anna Mercury
  - Apparat
  - Atmospherics
  - Bad Signal
  - Bad World
  - Blackgas
  - Black Summer
  - Crécy
  - Dark Blue
  - Doktor Sleepless
  - FreakAngels
  - Gravel
  - No Hero
  - Scars
  - Strange Killings
  - Wolfskin
- Garth Ennis:
  - 303
  - Chronicles of Wormwood
  - Crossed[2]
  - Dicks
  - Streets of Glory
- Christos Gage:
  - Absolution[3]
- Steven Grant:
  - My Flesh is Cool
  - Mortal Souls
- Rich Johnston:
  - Rich Johnston's Holed Up
- Joe R. Lansdale: 
  - The Drive-in
- John A. Russo:[4]
  - Escape of the Living Dead[5]
  - Night of the Living Dead
  - Plague of the Living Dead
- Tim Vigil:
  - Faust
  - Cuda: An Age of Metal and Magic
  - Webwitch